# جنگل سیلابی آکولار
جنگل سیلابی آکولار (به ترکی استانبولی: Acarlar Floodplain Forest) یک جنگل در ترکیه است که در استان سقاریه واقع شده‌است.